# Arménské klášterní komplexy v Íránu
Arménské kláštery v Íránu na území tzv. Íránského Ázerbájdžánu, tj. íránských provincií Západní a Východní Ázerbájdžán, reprezentují téměř dvoutisíciletou historii jedné z nejstarších křesťanských církví na světě – Arménské apoštolské církve – a prolínání vlivů různých kultur v daném regionu. Soubor staveb, který zahrnuje klášter sv. Tadeáše v provincii Západní Ázerbájdžán, klášter sv. Štěpána v provincii Východní Ázerbájdžán a kapli (původně klášter) Dzordzor v okrese Maku v Západním Ázerbájdžánu, byl v roce 2008 zapsán na seznam Světového dědictví UNESCO.

## Historie
Nejstarším objektem je klášter svatého Tadeáše v okrese Čaldoran v Západním Ázerbájdžánu, kterému se přezdívá Černý klášter (Ghara Kelisa). Klášter leží v horské oblasti v nadmořské výšce 2200 metrů. První písemné zmínky o tomto poutním místě jsou ze 7. století. Podle legendy však nejstarší svatyně na tomto místě, kde se měl údajně nacházet hrob apoštola Judy Tadeáše, který zahynul na území tzv. Velké Arménie mučednickou smrtí, vznikla již v roce 68 n. l. Ústřední objekty nynějšího klášterního komplexu pocházejí z roku 1329, kdy byly obnoveny pro předchozím ničivém zemětřesení z roku 1319.
Klášter svatého Štěpána (arménsky Stepanos) se nachází v hlubokém kaňonu nedaleko pravého břehu hraniční řeky Araks, zhruba 15 km severozápadně od města Džulfa. Arménský křesťanský klášter na tomto místě byl vybudován v 9. století, avšak první svatostánek zde měl vzniknout již kolem roku 62 n. l. a jeho založení je spojováno s misí apoštola Bartoloměje. V průběhu dalších století byl klášterní komplex mnohokrát zničen zemětřesením i válkami a posléze obnovován. Rozsáhlá obnova kláštera proběhla v letech 1819–1825 za vlády Kadžárovců, opravy pak pokračovaly i ve století dvacátém. 
Kaple svaté Matky Boží v Dzordzoru je jediným dochovaným objektem původního klášterního komplexu z 9. (či 10.) až 14. století. Klášter byl zničen na počátku 17. století za panování šáha Abbáse I. V letech 1987–1988 byla kaple přemístěna o zhruba 600 metrů na své současné stanoviště kvůli výstavbě přehrady na řece Zangmar.
Při zápisu na seznam Světového dědictví UNESCO bylo konstatováno, že arménské klášterní komplexy na území Íránu jsou v dobrém stavu a ze strany státu je jim věnována dostatečná pozornost a péče.

## Galerie

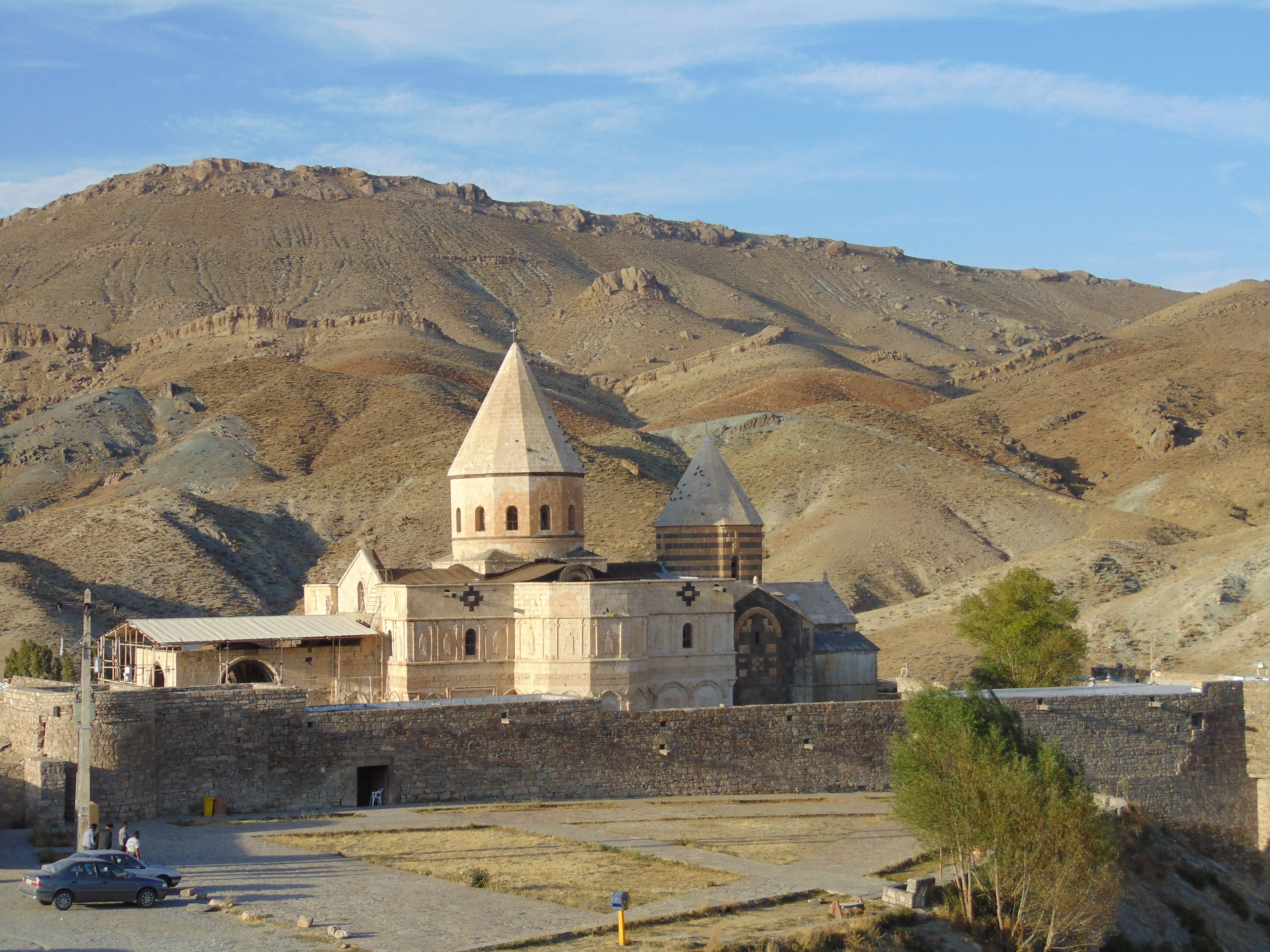
Klášter svatého Tadeáše
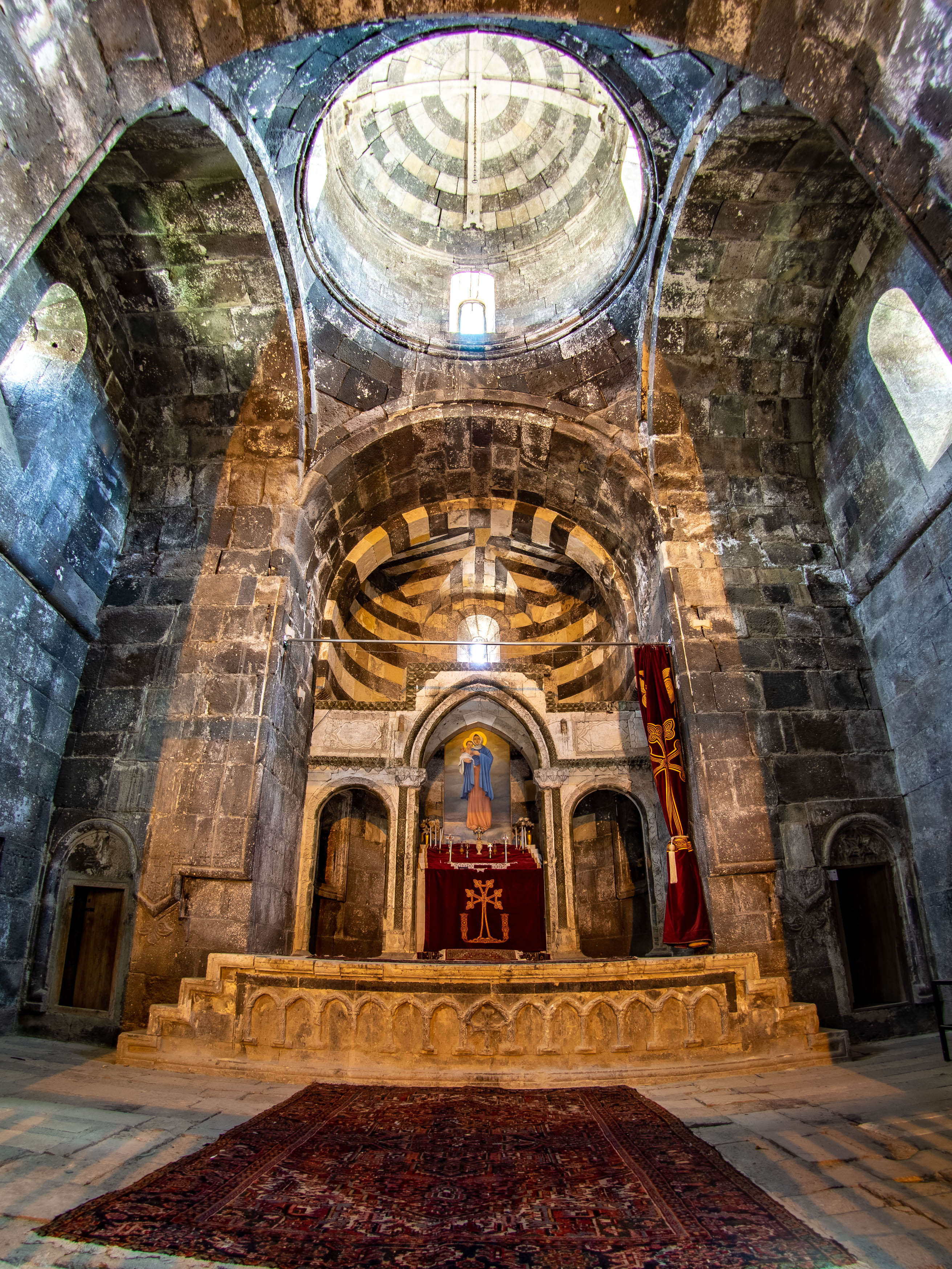
Interiér kláštera svatého Tadeáše
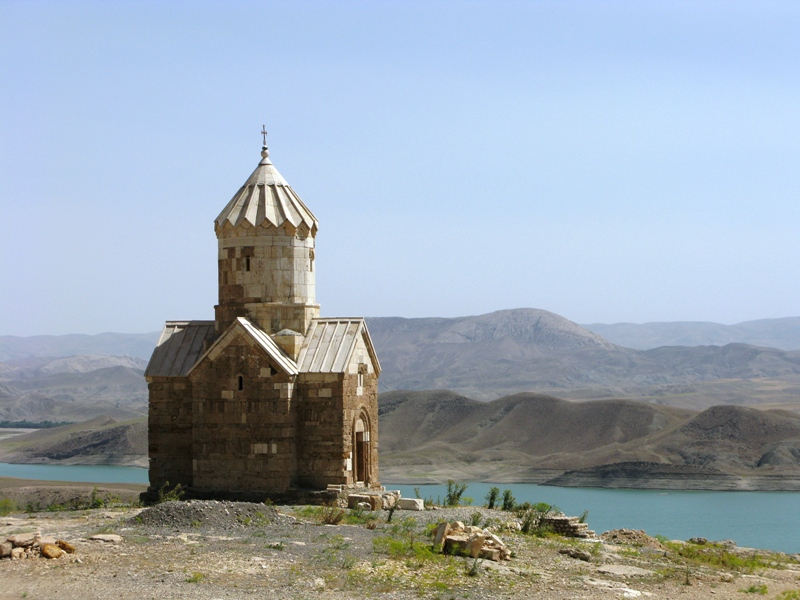
Kaple sv. Matky Boží v Dzordzoru
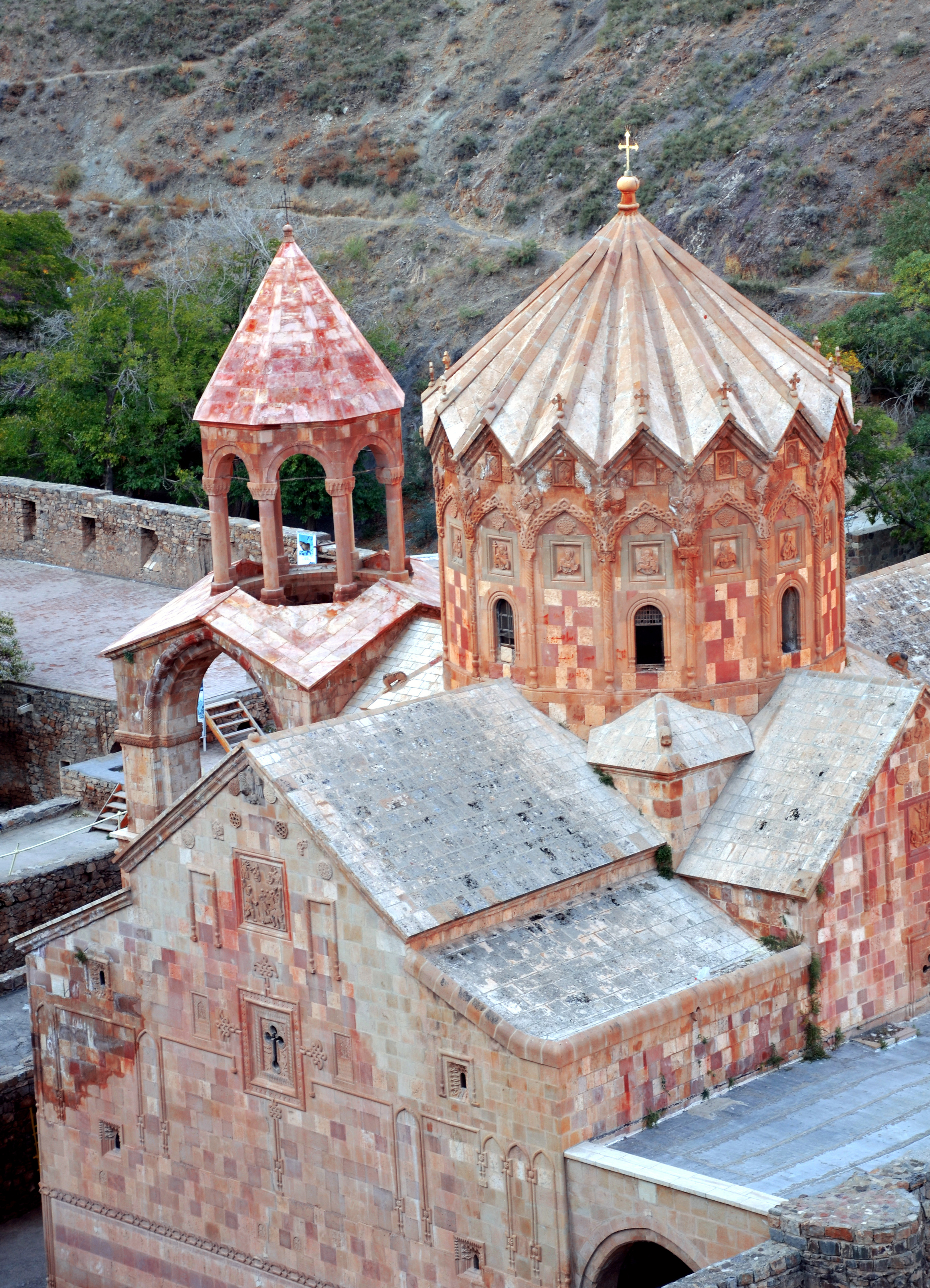
Kostel v klášteře sv. Štěpána
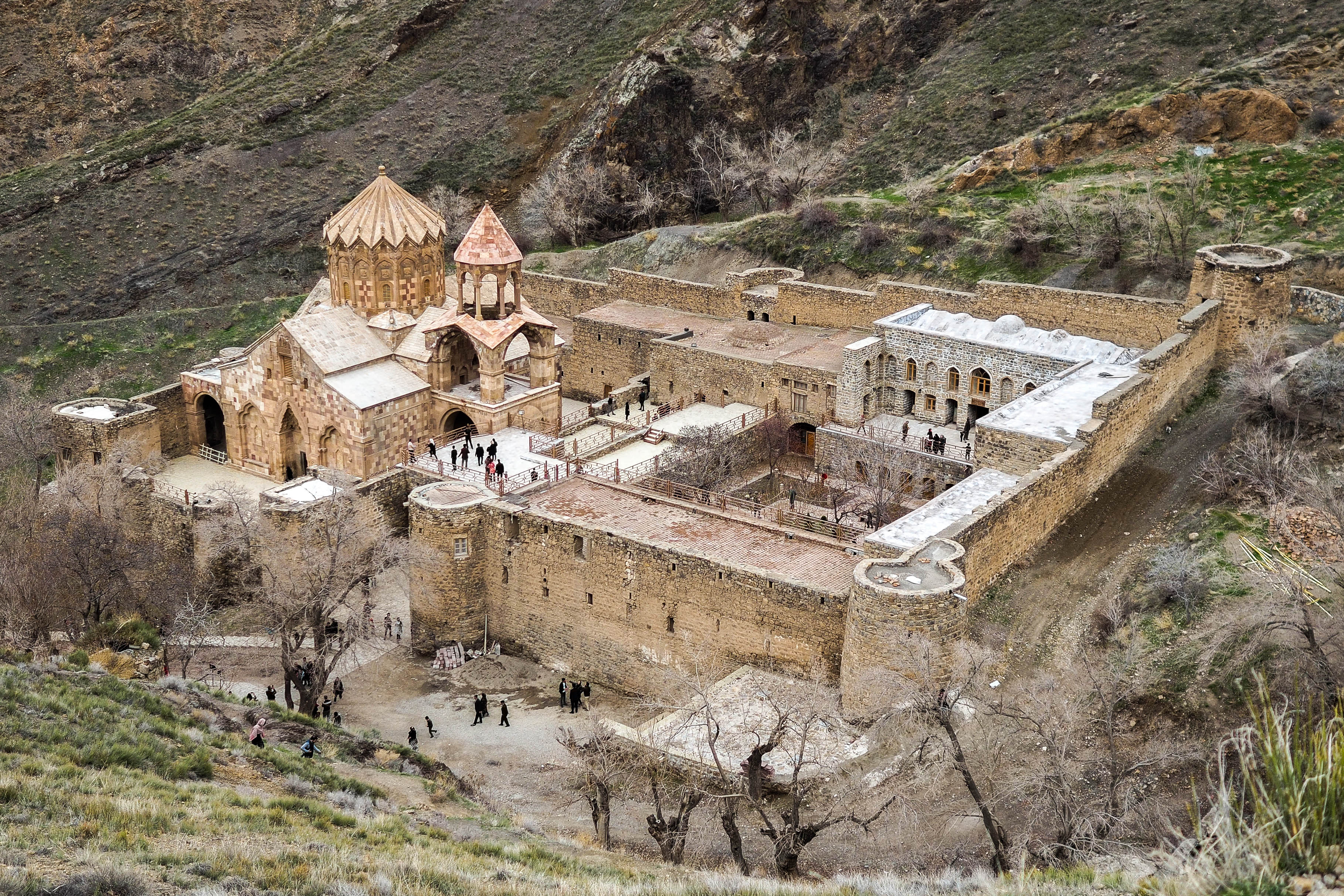
Klášter svatého Štěpána